# Stazione di Neive
Stazione di Neive vasútállomás Olaszországban, Neive településen.

## Vasútvonalak
Az állomást az alábbi vasútvonalak érintik:
- Alessandria–Cavallermaggiore-vasútvonal

## Kapcsolódó állomások
A vasútállomáshoz az alábbi állomások vannak a legközelebb:
- Stazione di Castagnole delle Lanze
- Stazione di Alba